# Super High Roller Bowl Bahamas

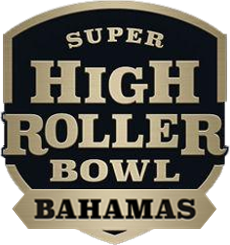
Logo des Super High Roller Bowl Bahamas

Der Super High Roller Bowl Bahamas war die achte Austragung dieses Pokerturniers und die dritte außerhalb des Las Vegas Strip. Er wurde vom 16. bis 18. November 2019 im Baha Mar in Nassau auf den Bahamas ausgespielt und hatte einen Buy-in von 250.000 US-Dollar. Das Event wurde von Poker Central veranstaltet.

## Struktur
Das Turnier in der Variante No Limit Hold’em wurde vom 16. bis 18. November 2019 gespielt und war damit eines der ersten Turniere der von partypoker Live veranstalteten Turnierserie partypoker Millions World Bahamas. Das Buy-in des Events betrug 250.000 US-Dollar und lag damit etwas unter dem sonst in Las Vegas für das Turnier verlangten Startgeld von 300.000 US-Dollar. Jedem Spieler war, anders als bei den Austragungen in Las Vegas, ein Re-entry gestattet.

## Übertragung
Die Übertragung wurde von Poker Central übernommen. Zum Schauen war ein kostenpflichtiges Abonnement bei der Streaming-Plattform PokerGO nötig.

## Teilnehmer
Mit Kathy Lehne spielte eine Frau das Turnier. Die 37 Teilnehmer lauteten:
| - Mikita Badsjakouski - Justin Bonomo - Kahle Burns - Wai Chan - Stephen Chidwick - Seth Davies - Daniel Dvoress - Matthias Eibinger | - Darren Elias - Alex Foxen - Tony G - Sam Greenwood - Isaac Haxton - Ben Heath - Giuseppe Iadisernia - Almedin Imširović | - Cary Katz - Bryn Kenney - Örpen Kısacıkoğlu - Jason Koon - Kathy Lehne - Ivan Leow - Chin Lim - Steve O’Dwyer | - David Peters - Nick Petrangelo - Paul Phua - Sergi Reixach - Erik Seidel - Sam Soverel - Michael Soyza - Daniel Tang | - Christoph Vogelsang - Sean Winter - Richard Yong - Wai Yong - Michael Zhang |

## Ergebnisse

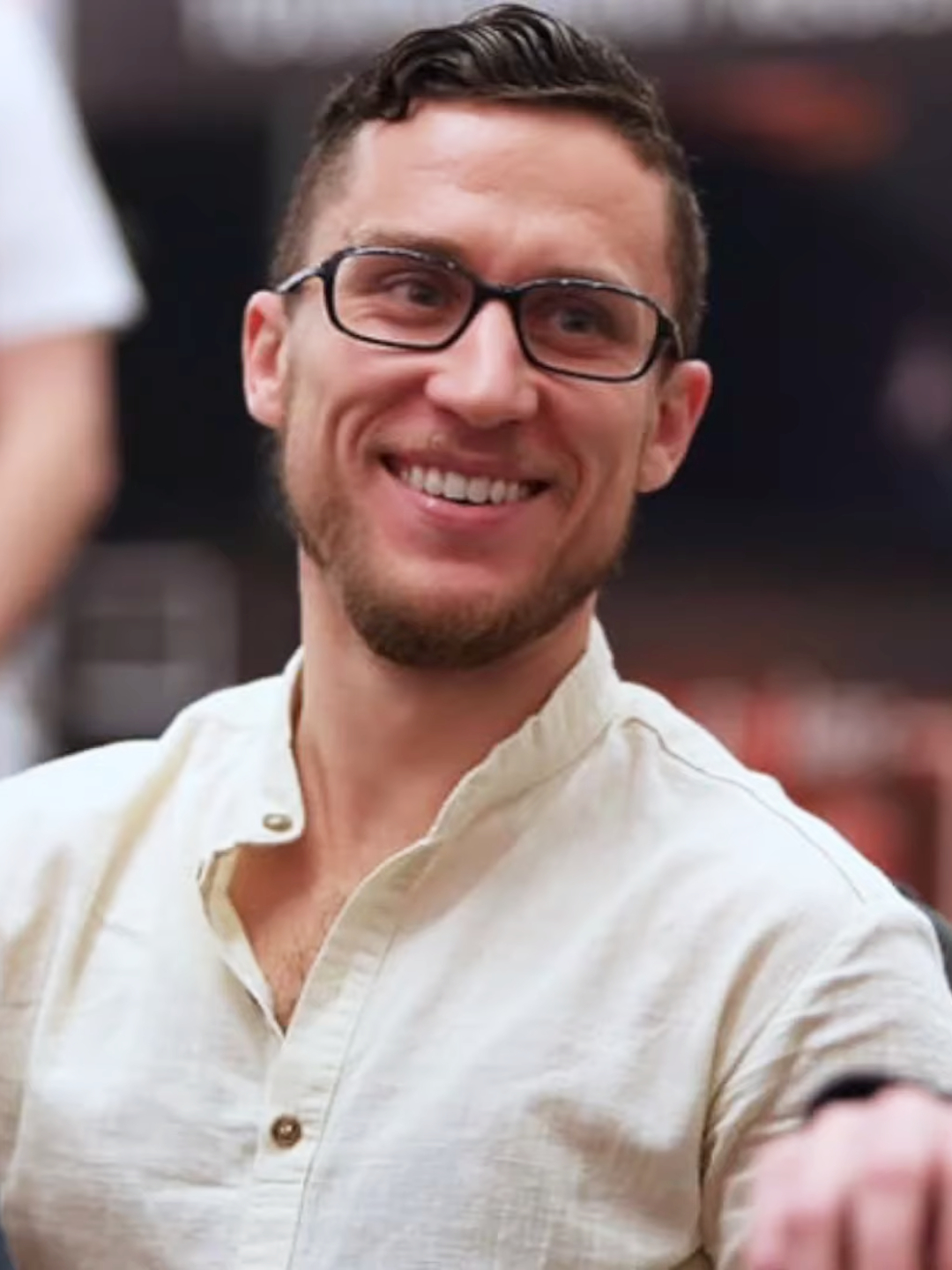
Daniel Dvoress

Alle Spieler starteten mit einem Stack von 300.000 Chips. Während der Anmeldephase wurden 14 Re-entries verzeichnet. Insgesamt wurde also 51-mal der Buy-in bezahlt, was einen Preispool von 12,75 Millionen US-Dollar generierte.
Den ersten Turniertag beendete Justin Bonomo als Chipleader. Am zweiten Tag übernahm Seth Davies die Führung in Chips. Der Turniertag endete mit dem Ausscheiden von Wai Yong auf dem neunten Platz, womit die verbliebenen acht Spieler alle ein Preisgeld von 510.000 Dollar sicher hatten. Am Finaltisch übernahm Daniel Dvoress schnell den Chiplead. Nach rund zwei Stunden am finalen Tag blieb Bonomo nach einem misslungenen Bluff gegen Erik Seidel lediglich ein Chip, den er dann in der darauffolgenden Hand an Wai Chan verlor und somit auf dem achten Platz ausschied. Rund 20 Minuten später musste auch Jason Koon den Tisch verlassen, nachdem er seine letzten Chips mit 3♠ 3♦ gegen Kathy Lehnes A♦ K♠ in die Tischmitte bekommen hatte und seine Hand nicht hielt. Letztere übernahm damit am Finaltisch erstmals den Chiplead. Anschließend schied Steve O’Dwyer auf dem sechsten Platz aus, sein A♠ 9♦ konnte sich nicht gegen Seidels A♦ T♦ verbessern. Nur wenige Minuten später war das Turnier auch für Davies beendet, der auf das Board Q♦ 9♣ 9♠ 8♦ 2♣ All-in gestellt wurde und mit König hoch den Call gegen Dvoress’ Q♣ 3♦ machte. Danach kam es zum bis dahin größten Pot im Turnier: Dvoress bekam gegen Seidel, der zu diesem Zeitpunkt mit ihm etwa gleichauf in Chips war, mit einem Full House alle Chips in die Mitte und übernahm wieder die Führung in Chips. In der darauffolgenden Hand schied Seidel auf dem vierten Rang aus. 15 Minuten darauf gingen zwischen Dvoress und Chan auf den Flop 2♥ 3♥ 2♣ beide Stacks in die Mitte. Dvoress lag mit A♥ 2♠ gegen Chans T♦ T♥ weit vorne, der Malaysier traf jedoch am Turn die T♣ und sicherte sich damit den Chiplead. Einen Großteil der Chips holte sich Dvoress jedoch nur kurze Zeit später zurück und verdoppelte seinen Stack mit einem Flush gegen Chan. Anschließend baute der Kanadier seinen Chiplead weiter aus und hatte zwischenzeitlich knapp zehn Millionen Chips vor sich stehen. Dvoress, Chan und Lehne spielten rund drei Stunden zu dritt, ehe Lehnes A♦ A♣ nicht gegen Chans 6♦ 6♣ hielten. In das entscheidende Heads-Up ging Dvoress mit einer 2:1-Führung in Chips. Dort setzte sich der Kanadier nach rund zweieinhalb Stunden in der finalen Hand mit A♦ 9♦ gegen Chans J♦ 7♥ durch und sicherte sich eine Siegprämie von mehr als vier Millionen Dollar.
| Platz | Herkunft           | Spieler        | Preisgeld (in $) |
| ----- | ------------------ | -------------- | ---------------- |
| 1     | Kanada             | Daniel Dvoress | 4.080.000        |
| 2     | Malaysia           | Wai Chan       | 2.677.500        |
| 3     | Vereinigte Staaten | Kathy Lehne    | 1.785.000        |
| 4     | Vereinigte Staaten | Erik Seidel    | 1.275.000        |
| 5     | Vereinigte Staaten | Seth Davies    | 1.020.000        |
| 6     | Vereinigte Staaten | Steve O’Dwyer  | 0.765.000        |
| 7     | Vereinigte Staaten | Jason Koon     | 0.637.500        |
| 8     | Vereinigte Staaten | Justin Bonomo  | 0.510.000        |